# الفرق بين الكتلة والوزن

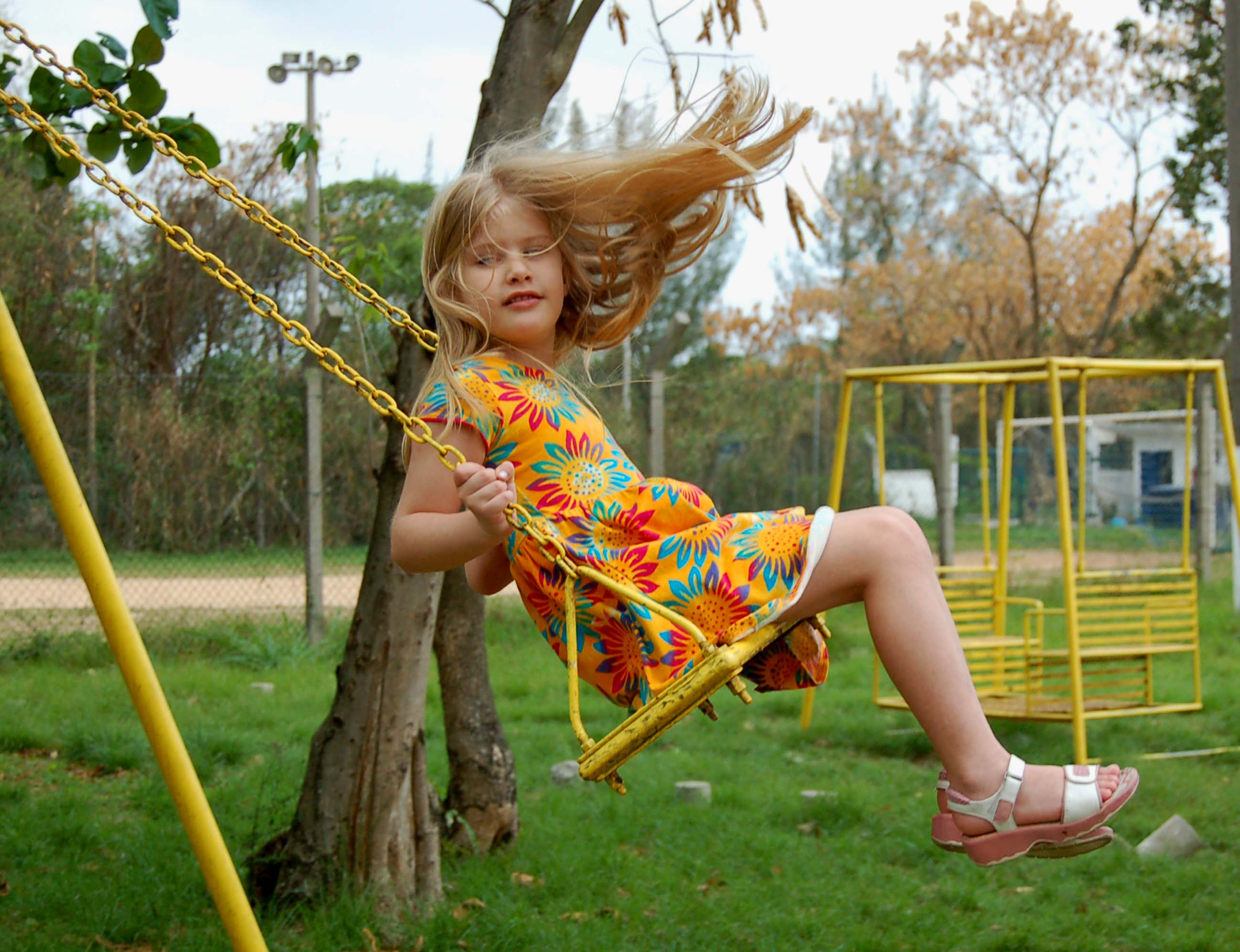

يُشار إلى كتلة جسم ما في الاستخدام الشائع على أنها وزنه، ولكن في الحقيقة فالكتلة والوزن مفهومان وكميتان مختلفان. في السياق العلمي، الكتلة هي مقدار المادة في الجسم (على الرغم من صعوبة تحديد ما هي المادة)، بينما الوزن هو القوة المطبقة على الجسم من قبل الجاذبية. بكلمات أخرى، يزن الجسم الذي كتلته 1 كيلوغرام 9,81 نيوتن على سطح الأرض، وهذا الرقم ناتج عن ضرب كتلة الجسم بقوة حقل الجاذبية. وزن الجسم على المريخ أقل إذ تكون الجاذبية أضعف، وأضعف على زحل وتكون صغيرة جدًا في الفضاء كلما ابتعدنا عن مصدر الجاذبية الرئيسي، ولكنه سيملك الكتلة ذاتها دائمًا.
تملك الاجسام على سطح الأرض وزنًا، على الرغم من صعوبة قياس هذا الوزن أحيانًا. على سبيل المثال، جسم صغير طافٍ على الماء قد يظهر أنه لا يمتلك وزنًا طالما أن الماء يجعله طافيًا، ولكن وُجد أنه يمتلك وزنه الاعتيادي عند إضافته إلى الماء في مستوعب يدعمه بالكامل، وله وزن على مقياس معين. لهذا، يحول الجسم عديم الوزن الطافي على سطح الماء وزنه إلى قاع المستوعب (حيث يزداد الضغط). بشكل مشابه، البالون الذي له كتلة ولكن يبدو أنه عديم الوزن وذلك بسبب الطفو في الهواء، ومع ذلك، يُحول وزن البالون والغاز بداخله بالكاد إلى مساحة كبيرة من سطح الأرض ما يجعل مهمة قياسه صعبةً. يوزع وزن الطائرة التي تطير في الجو إلى الأرض ولكنه لا يختفي. إذا كانت الطائرة في مرحلة الطيران، يوزع ذات الوزن الثقلي على سطح الأرض كما لو كانت الطائرة على المدرج، ولكنه ينتشر على مساحة أوسع.
لعل التعريف العلمي الأفضل للكتلة هو وصفها على أنها مؤلفة من القصور الذاتي، وهو مقاومة الجسم لمحاولة تسريعه عندما تؤثر عليه قوة خارجية. الوزن الجاذبي هو القوة الناشئة عن تأثير حقل الجاذبية على الكتلة وعندها لا يُسمح للجسم بالسقوط الحر  ولكن تدعمه أو تثبطه قوة ميكانيكية مثل سطح الكوكب، تؤلف مثل هذه القوة الوزن. يمكن إضافة هذه القوة من قبل أي قوة أخرى.
بينما يختلف وزن الجسم بالنسبة لقوة حقل الجاذبية، تبقى كتلته ثابتة، طالما لا تُضاف أي مادة أو طاقة إلى الجسم. على سبيل المثال، بالرغم من أن القمر الاصطناعي الموجود في المدار (خصوصًا في حالة السقوط الحر) عديم الوزن، يبقى محتفظًا بوزنه وقصوره الذاتي. وفقًا لذلك، وحتى في المدار، يتطلب من رائد الفضاء الذي يحاول تسريع القمر الصناعي في أي اتجاه تطبيق قوة لتسريع قمر اصطناعي كتلته 10 أطنان، عشرة أضعاف القوة اللازمة لقمر صناعي بكتلة طن واحد.

## نظرة عامة
تُعد الكتلة (من بين ميزات أخرى) ميزة قصور ذاتي، وهي نزوع الجسم أن يبقى بسرعة ثابتة ما لم تؤثر عليه قوة خارجية. في قوانين الحركة التي صاغها السير إسحاق نيوتن منذ 322 عامًا ومن صيغة هامة نبعت من عمله، F = ma، أي إن جسم بكتلة m  تبلغ 1 كيلوغرام يتسارع a بمقدار 1 متر في مربع الثانية (حوالي عُشر التسارع بسبب جاذبية الأرض) عندما تؤثر عليه قوة F مقدارها 1 نيوتن.
يُرى القصور الذاتي عند دفع كرة بولينغ بشكل أفقي على مستوى سطح أملس وتكمل حركتها بشكل أفقي، وهذا ما يميزها عن وزنها، وهو تأثير قوة الجاذبية التي يجب أن يواجهها الشخص لرفع كرة البولينغ عن الأرض. يُعادل وزن كرة البولينغ على سطح القمر سُدس وزنها على الأرض على الرغم من أن كتلتها تبقى دون تغير. بناءً على ذلك، عندما تكون فيزياء الحركة الارتدادية (الكتلة والسرعة والقصور الذاتي والتصادم المرن وغير المرن) مسيطرة ويكون تأثير الجاذبية عاملًا ضئيلًا، يبقى سلوك الأجسام ثابتًا حتى عندما تكون الجاذبية ضعيفة نسبيًا. على سبيل المثال، تتبعثر وترتد كرات البلياردو على طاولة البلياردو بعد ضربة على القمر بنفس السرعة والطاقة على الأرض، والفرق الوحيد أنها تسقط في حفر الطاولة بشكل أبطأ بكثير.
يُعرف مصطلحا الكتلة والوزن في العلوم الفيزيائية بشكل صارم على أنهما مقياسان مختلفان، إذ يمثلان خصائص فيزيائية مختلفة. في الاستخدام اليومي، تملك كل الأجسام وزنًا وكتلة، وكل واحد منها متناسب تمامًا مع الآخر، يصف الوزن كلتا الخاصيتين، ومعناه مستقل عن السياق. على سبيل المثال، في تجازة التجزئة، يشير الوزن الصافي للمنتجات حقيقةً إلى كتلتها، ويُعبر عنه بواحدات الكتلة مثل الغرام والأونصة. وبشكل معاكس، يُشير مؤشر الحمل المصنف في إطارات السيارات والذي يحدد الحمل البنيوي الأقصى الذي يتحمله الإطار، إلى وزنه وهو القوة بسبب الجاذبية. قبل نهاية القرن العشرين، لم يُطبق التمييز بين المصطلحين بشكل صارم في الكتابات التقنية، لذا نرى تعبيرات مثل الوزن الجزيئي للكتلة الجزيئية.
ولأن الكتلة والوزن مقداران منفصلان، لهما وحدات قياس مختلفة. في نظام الوحدات الدولي، يُعد الكيلوغرام وحدة القياس الأساسية للكتلة والنيوتن وحدة القياس الأشاسية للوزن. يُعد الكيلوغرام الثقلي غير المنتمي لنظام الوحدات العالمي وحدةً للقوة يُستخدم عادةً لقياس الوزن. بشكل مشابه، يُعد الرطل (الباوند) المستخدم في كل من النظام الإمبراطوري ونظام وحدات القياس العرفي الأمريكي وحدة للكتلة والواحدة المرتبطة به بالنسبة للقوة هي الباوند الثقلي.

## تحويل الوحدات إلى قوة معادلة لها على الأرض
عندما يُعبر عن وزن جسم ما (قوة الجاذبية الخاصة به) بالكيلوغرام، يُشير هذا حقيقةً إلى الكيلوغرام الثقلي، وهي وحدة للقوة غير موجودة في النظام الدولي للوحدات. تخضع كل الاجسام على سطح الأرض لتسارع الجاذبية المقدر بـ 9,8 ^2. عدّل المؤتمر العام للأوزان والقياس قيمة الجاذبية المعيارية لتصبح 9,80665 ^2، ليكون في التخصصات مثل علم القياس قيمة معيارية لتحويل الوحدات بكتلة معينة إلى قوة معينة وضغط معين، لهذا يساوي الكيلوغرام الثقلي 9,80665 نيوتن. في الواقع، يختلف التسارع الجاذبي (رمزه ج) بشكل بسيط تبعًا للعرض الجغرافي والارتفاع والكثافة تحت الأرضية، تكون هذه الاختلافات عادةً مساوية لعدة أعشار بالمئة.
يميز المهندسون والعلماء بين الكتلة والقوة والوزن. يحول المهندسون في اختصاصات تتضمن الحمل الوزني (القوة على بنية بسبب الجاذبية) مثل الهندسة الإنشائية، كتلة الأجسام مثل الكتل والسيارات (المعبر عنها بالكيلوغرام) إلى قوة بالنيوتن (بضربها بمعامل يبلغ 9.8، ويعد استخدام رقمين بعد الفاصلة ناجعًا لمثل هذه الحسابات) لاشتقاق حمل الكتلة. تُقاس الخصائص المادية مثل معامل المرونة وتنشر بمصطلحات مثل النيوتن والباسكال (وحدة للضغط مرتبطة بالنيوتن).